# Svartnackad sångare
Svartnackad sångare (Eminia lepida) är en fågel i familjen cistikolor inom ordningen tättingar.

## Utseende och läte
Svartnackad sångare är en relativt stor och knubbig sångare med unikt tecknad fjäderdräkt. Noterbart är svart ögonstreck, grå hjässa, rödbrun strupfläck, olivgrön rygg och grå undersida. Arten är mycket ljudlig och högljudd, mede en explosiv och kraftigt varierande sång bestående av vackra visslingar och drillar. 

## Utbredning och systematik
Svartnackad sångare förekommer i södra Sydsudan, nordöstra Demokratiska republiken Kongo, Rwanda, Burundi, Uganda, Kenya och norra Tanzania. Den placeras som enda art i släktet Eminia och behandlas som monotypisk, det vill säga att den inte delas in i några underarter.

### Familjetillhörighet
Cistikolorna behandlades tidigare som en del av den stora familjen sångare (Sylviidae). Genetiska studier har dock visat att sångarna inte är varandras närmaste släktingar. Istället är de en del av en klad som även omfattar timalior, lärkor, bulbyler, stjärtmesar och svalor. Idag delas därför Sylviidae upp i ett antal familjer, däribland Cisticolidae.

## Levnadssätt
Svartnackad sångare hittas i tät undervegetation i olika miljöer som skog, igenväxta jordbruksområden och våtmarker, ofta nära vatten. Där för den ett tillbakadraget liv och kan vara svår att få syn på.

## Status och hot
Arten har ett stort utbredningsområde och en stor population med stabil utveckling och tros inte vara utsatt för något substantiellt hot. Utifrån dessa kriterier kategoriserar internationella naturvårdsunionen IUCN arten som livskraftig (LC). Världspopulationen har inte uppskattats men den beskrivs som alltifrån sällsynt till vanlig.

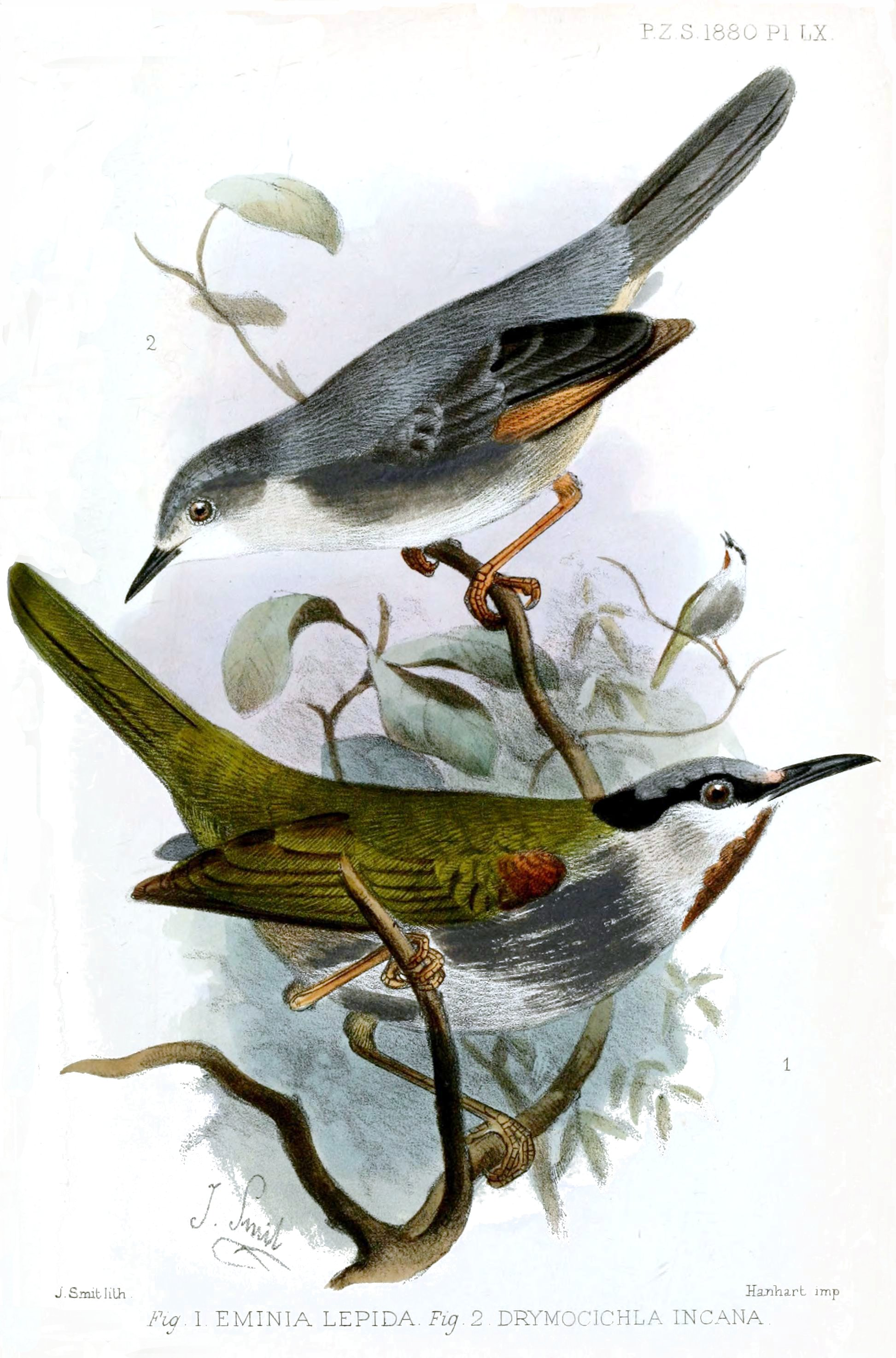